# De Tomaso Pantera

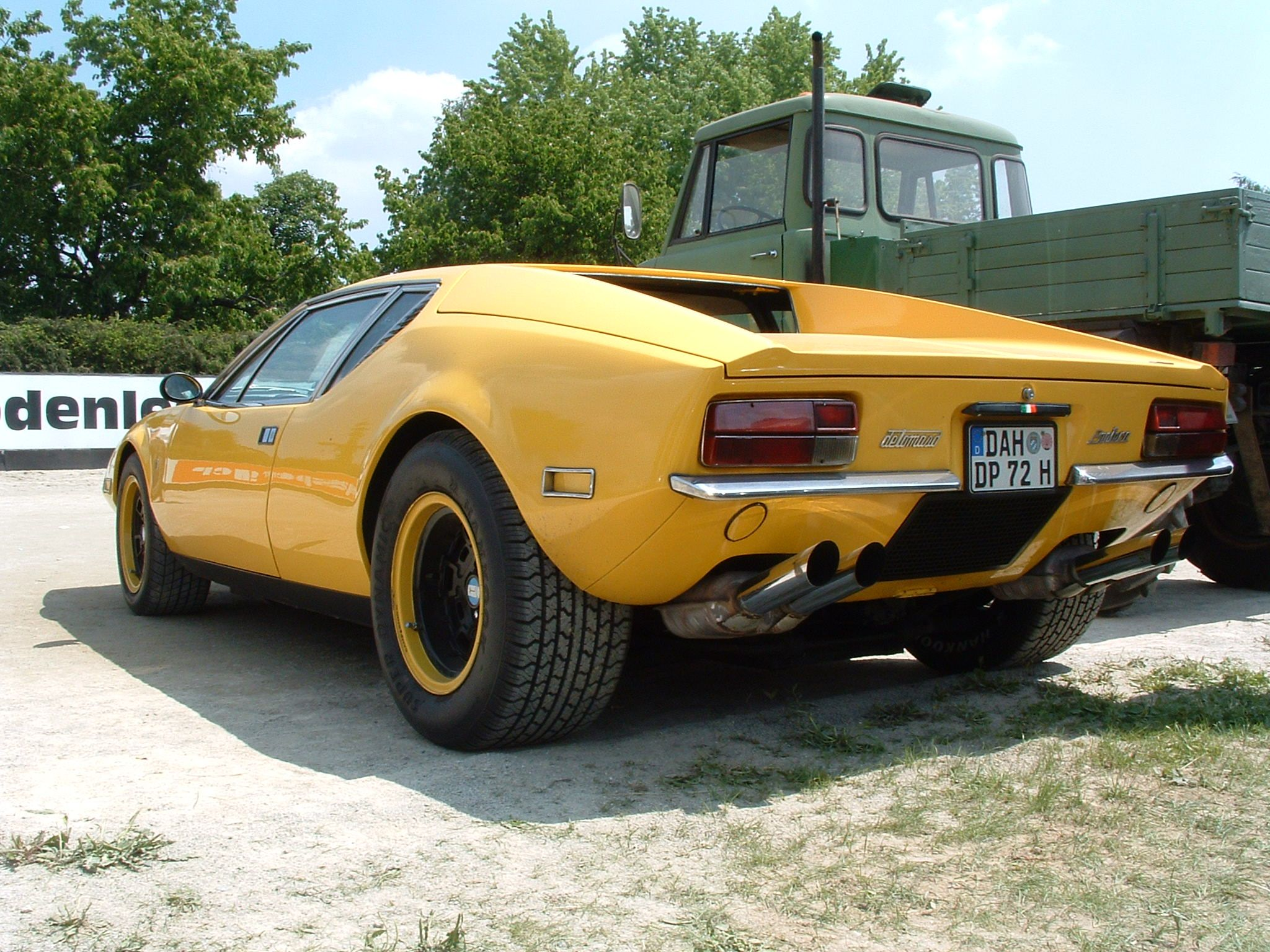
Heckansicht

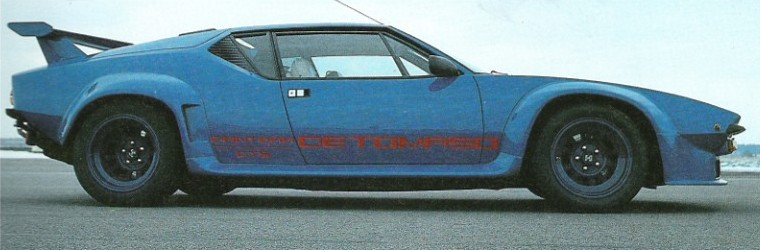
De Tomaso Pantera GT5

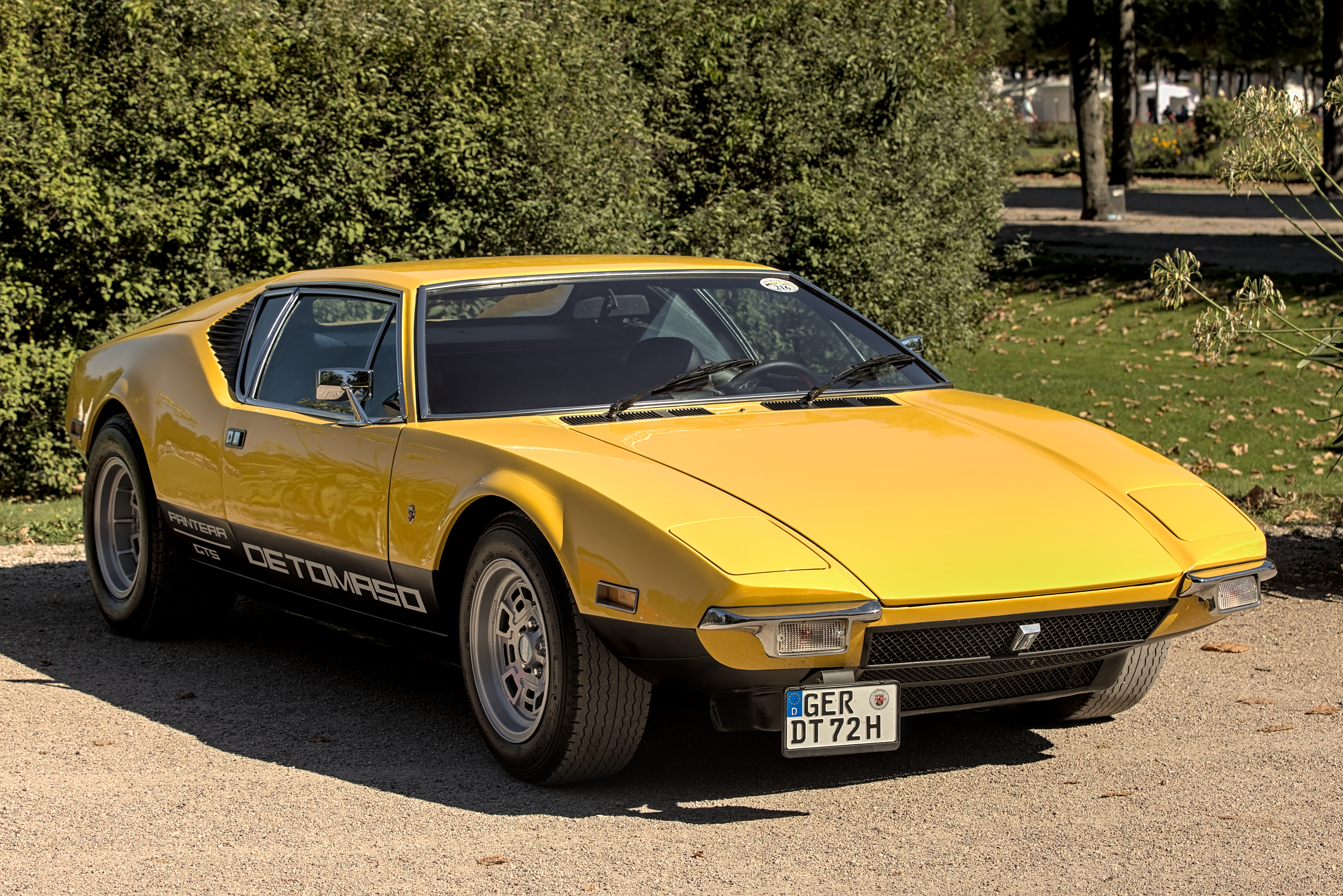
De Tomaso Pantera GTS

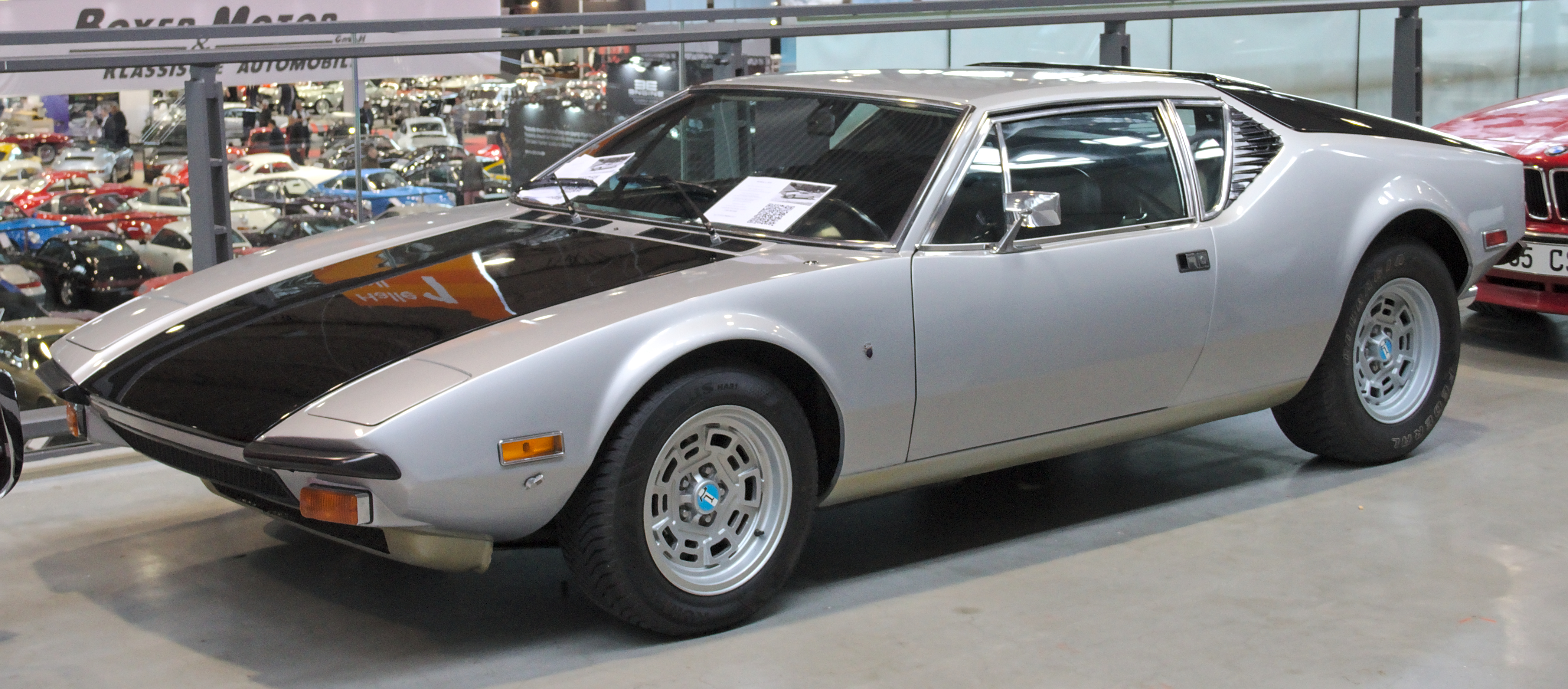
De Tomaso Pantera L

De Tomaso Pantera ist ein Sportwagen des italienischen Automobilherstellers De Tomaso.

## Konzept
Das in Modena ansässige Unternehmen Automobili De Tomaso fertigte, nachdem es zunächst Rennwagen für die Formel 1 konstruiert hatte, ab Mitte der 1960er-Jahre Straßensportwagen. Auf den in 55 Exemplaren produzierten Vallelunga von 1963 folgte drei Jahre später mit dem Mangusta De Tomasos erster Sportwagen, der mit einem großen US-amerikanischen Achtzylindermotor von Ford ausgestattet war. Von ihm entstanden in vier Jahren 400 Fahrzeuge. Auf der Suche nach einem größeren Absatzmarkt ging das Unternehmen 1969 eine Verbindung zum Ford-Konzern ein. Im Zusammenhang mit einem größeren Geschäft, das auch die Übernahme des Alejandro de Tomaso gehörenden Karosserieherstellers Ghia umfasste, war Ford bereit, eine überarbeitete, alltagstaugliche Version des Mangusta in großer Stückzahl auf dem US-amerikanischen Markt abzusetzen. De Tomaso entwickelte daraufhin den Mangusta zum Pantera weiter, der eine eigenständige Karosserie und ein verbessertes Fahrwerk hatte, konzeptionell aber weitgehend dem Vorgänger glich. Ford vertrieb den in Italien gebauten Pantera ab 1971 in den USA über das Netz der Lincoln-Mercury-Händler.
Der Pantera sollte von Anfang an in größeren Stückzahlen verkauft werden, als dies mit dem Mangusta je gelungen war. Der Pantera hatte einen guten Start, 2506 Exemplare wurden 1972 gebaut, 1604 waren es 1973, aber dann versagte Ford-USA wegen schlechter Verarbeitung und der Energiekrise seine Unterstützung. Die Produktionsrate des Pantera fiel nach dem Höhepunkt Anfang der 1970er bis zum Ende des Jahrzehnts auf weniger als 50 Stück pro Jahr ab. Ein als Nachfolger geplantes Modell Pantera II kam nicht über das Stadium des Prototyps hinaus.

## Technik
Der Pantera war in vielerlei Hinsicht eine verbesserte Ausgabe seines Vorgängers, des Mangusta.
Gian Paolo Dallara entwickelte das Fahrwerk des Pantera, bei dem das Gewicht besser verteilt war als beim Mangusta: 57% lagen auf der Hinterachse. Außerdem war der Innenraum geräumiger, und es gab einen größeren Kofferraum. Eine Klimaanlage und elektrische Fensterheber hatten seit dem Mangusta alle De-Tomaso-Fahrzeuge serienmäßig.
Ferner wurden anstelle der 289/302-Motoren (4,7/4,9 l) des Mangusta nun der aus dem Rennsport abgeleitete 351 Cleveland (5,7 l) mit Vierfach-Vergaser - 4V montiert. Dieser Motor blieb den Fahrzeugen bis Ende der 1980er Jahre erhalten. Die letzten GT5-S Pantera wurden mit dem aus Australien eingeführten Ford 351 Windsor ausgerüstet. Das Getriebe war mit dem Sperrdifferenzial verblockt und hinter der Hinterachse montiert.
Der Pantera war in unterschiedlichsten Leistungsstufen verfügbar: 1971 gab es den Pantera in Amerika mit 243, 228 oder 206 kW (330, 310 oder 280 PS). 1972 war die Auswahl wegen neuer Abgasvorschriften auf 209 oder 196 kW (285 oder 266 PS) geschrumpft. 1973 und 1974 war nur noch die 196-kW-Version (266 PS) zu haben.
In Europa leistete der Pantera L in den 70ern 221 kW (300 PS), der GT3 hatte 243 kW (330 PS), der GTS (mit breiteren Kotflügeln) hatte 257 kW (350 PS), und der seltene GT4 war mit 368 kW (500 PS) angegeben. In den 1980er Jahren wurden wie bei der De Tomaso Deauville und bei dem De Tomaso Longchamp 198 kW (270 PS) angegeben, außerdem gab es einen GT5 und einen GT5S. Alle Versionen hatten den Ford-5,8-Liter-V8-Motor.
Über die wahre Leistung der Autos kursierten verschiedene Zahlen, auch wegen der Angabe von hohen brutto SAE-PS anstatt niedrigerer DIN-PS Zahlen. auto motor und sport nannte zum Beispiel 1972 für den normalen Pantera 241 PS und 1975 für den GTS 285 PS.

## Karosserie
Der Pantera hatte, anders als manche anderen Sportwagen seiner Zeit, eine einfache, aber stabile selbsttragende Karosserie. Bei der Vorstellung in New York behauptete Alejandro de Tomaso, die mit ihm befreundete Mailänder Modedesignerin Giulia Moselli habe die Karosserie des Pantera entworfen. Tatsächlich gingen der Entwurf und auch die Ausarbeitung im Detail auf Tom Tjaarda zurück, der seinerzeit Designchef der Carrozzeria Ghia war. Die keilförmige Linie war eigenständig; ihr fehlten Rundungen, die beispielsweise für die zeitgenössischen Kreationen von Pininfarina charakteristisch waren. Der Innenraum war – nicht zuletzt mit Blick auf die anvisierte amerikanische Kundschaft – großzügig bemessen, allerdings litt das Fahrzeug unter mangelnder Geräuschisolierung und Aufheizung des Innenraums.
Über 20 Jahre der Produktion wurde die Grundlinie beibehalten. Im Laufe der Zeit gab es diverse Karosserieanbauten wie Kotflügelverbreiterungen und Spoiler. Erst 1990 erschien eine gründlich überarbeitete zweite Serie.

### Die erste Serie
Wie üblich baute das De-Tomaso-Werk in Modena die Fahrzeuge nicht vollständig selbst. In Modena wurden lediglich abschließende Arbeiten ausgeführt; die Rohkarosserien wurden vielmehr in einer Reihe selbständiger Werkstätten aufgebaut:
- Der Prototyp entstand 1969 bei Ghia.
- Die Serienfahrzeuge wurden von 1971 bis 1974 bei Vignale hergestellt, und zwar bis April 1971 vollständig; hierbei dürften 382 Einheiten entstanden sein. Ab Mai 1971 verfügte de Tomaso in Modena über eine eigene Fertigungsstraße, in der die bei Vignale vorbereiteten Karosserien handwerklich vollendet wurden. Der Wechsel zwischen den allein bei Vignale hergestellten Panteras und den späteren bei de Tomaso komplettierten Modellen ist äußerlich an den Türgriffen zu erkennen. Die reinen Vignale-Modelle haben Druckknopftürgriffe, wie sie bereits der Vorgänger Mangusta hatte; sie werden in den USA als Push-Button-Panteras bezeichnet. Die bei de Tomaso komplettierten Panteras hatten rechteckige Türgriffe. Nachdem die Allianz zwischen de Tomaso und Ford 1974 zerbrochen war, konnte de Tomaso für weitere Fahrzeuge nicht mehr auf die zu Ford gehörende Carrozzeria Vignale zurückgreifen. 1975 und 1976 verarbeitete und verkaufte de Tomaso daher keine neu hergestellten Panteras, sondern verarbeitete eine Reihe von Rohkarosserien, die bis 1974 bei Vignale hergestellt und bislang noch nicht verkauft worden waren. Es waren die intern als Post-Ford bezeichneten Panteras der Fahrgestellnummern 7381 bis 7505; insgesamt waren es 125 Exemplare.
- Von 1977 bis 1978 ließ de Tomaso die Pantera-Karosserien bei der Carrozzeria Maggiora in Turin herstellen. Erhebliche Fertigungsmängel führten dazu, dass de Tomaso die Verbindung mit Maggiora schnell beendete.
- Ab 1979 entstanden alle Pantera sowie der De Tomaso Longchamp und dessen Schwestermodell Maserati Kyalami bei der Carrozzeria Embo in Turin.

### Zweite Serie: De Tomaso Pantera GTSi (1990 bis 1993)

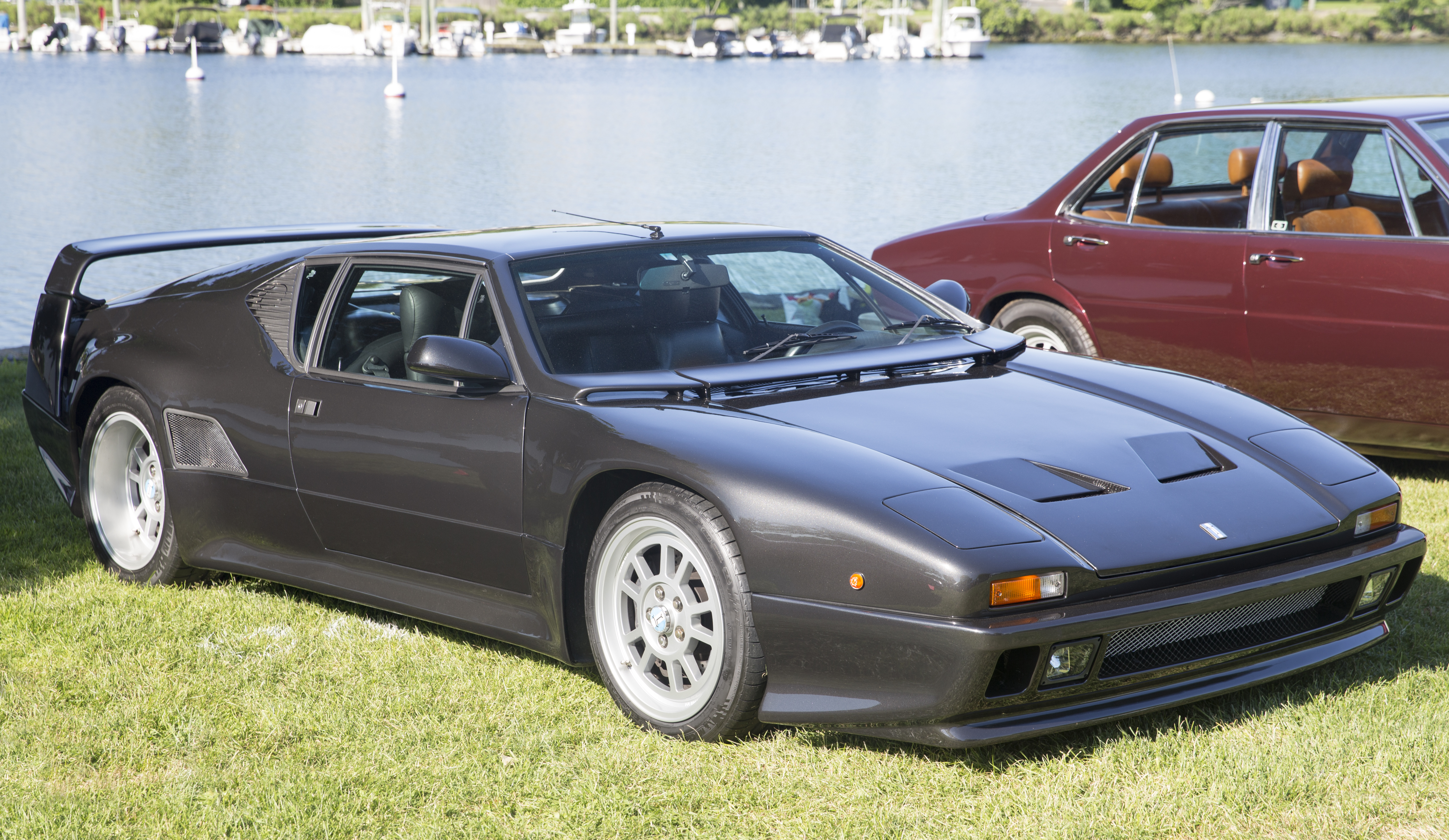
De Tomaso Pantera GTSi

Zwanzig Jahre nach seinem Erscheinen wurde der Pantera gründlich überarbeitet. 1990 wurde die neue Version des Pantera in Turin vorgestellt; der Verkauf begann sofort danach.
Das Fahrwerk sowie die Bremsen von Brembo waren Neukonstruktionen; das Äußere war von Marcello Gandini überarbeitet worden, der bereits zwanzig Jahre zuvor Klassiker wie den Lamborghini Miura und den Lamborghini Countach entworfen hatte und etwa gleichzeitig das Design für mehrere Maserati, namentlich den Maserati Shamal oder die Neuauflage des Maserati Ghibli, entwickelte. Das Auto wirkte nun runder, ohne seinen Charakter verloren zu haben. Es hatte verbreiterte Kotflügel, einen winzigen Spoiler unten am Heckfenster und einen sehr großen Flügel nach Art des Ferrari F40 am Heck der Karosserie. Die ersten Modelle wurden noch mit Blechteilen des Vorgängers gebaut und mit Verkleidungen aus GFK in Form gebracht. Nach einiger Zeit wurde die Karosserie wieder ganz in Blech gefertigt. Die Spoiler waren teilweise aus kohlenstofffaserverstärktem Kunststoff hergestellt. Unter der etwas weicheren Form saß immer noch ein V8-Mittelmotor, nunmehr allerdings mit 5,0 Litern Hubraum etwas kleiner und aus der laufenden Serie des Ford Mustang übernommen. Durch geschicktes Tuning und eine präzise Benzineinspritzanlage erreichte der Motor 224 kW (305 PS). Eine Version mit Doppelturbolader und 331 kW (450 PS) war geplant, wurde aber nie verkauft. Er hatte größere Räder (8,5" × 17 Zoll ET64 / 12" × 17 Zoll ET26 Fondmetal-Leichtmetallräder) und größere Bremsscheiben, die der gestiegenen Leistung gewachsen waren. Die Lenkung war immer noch nicht servounterstützt. Vier Fahrzeuge wurden nach Umbau bei der Carrozzeria Pavesi als Targa ausgeliefert, davon zwei mit Getrag-Sechsgang-Getriebe, das auch später im De Tomaso Guarà Verwendung fand. Wie seine Vorgänger war auch der Pantera der 90er ein bissiges Auto mit genug Charakter, um ein Individualist zu sein. Allerdings war das Erbe der 60er Jahre deutlich zu erkennen, denn dem Auto fehlten sehr viele Hightech-Extras, die bei Ferrari schon längst zum Standard gehörten. De Tomaso machte sich jedoch nichts daraus und sagte: „Wir würden den Pantera gerne noch 300 Jahre herstellen. Der Markt wird entscheiden …“.

### Produktionszahlen
Der Pantera ist das mit Abstand am häufigsten produzierte Modell von de Tomaso. De Tomaso gab 9500 produzierte Einheiten an. Diese Zahl dürfte übertrieben sein. Heute wird von 7260 tatsächlich produzierten Panteras gesprochen. Die Produktionszahlen sind in sich sehr uneinheitlich. Während de Tomaso in den ersten Jahren, als der Absatz des Pantera in den USA durch Lieferverträge mit Ford sichergestellt war, jährlich deutlich vierstellige Produktionszahlen erreichte, fiel der Ausstoß ab 1975 dramatisch ab. Nur selten wurden noch dreistellige Ausstöße pro Jahr erreicht. In den 1980er Jahren, als Alejandro de Tomaso vollständig mit der Restrukturierung von Maserati beschäftigt war, konnten mit Mühe noch fünfzig Panteras jährlich abgesetzt werden; von der letzten Modellreihe, die zwischen 1990 und 1993 hergestellt wurde, gab es schließlich nur noch ein knappes Dutzend pro Jahr. Im Einzelnen:
- Zwischen 1971 und 1974 entstanden bei Vignale insgesamt 6.380 Panteras der Ford-Spezifikation (davon 382 sog. Pushbutton-Panteras).
- Zwischen September 1974 und 1976 wurden weitere 125 Panteras mit Vignale-Karosserie aus nicht verwendeten Restposten aufgebaut.
- Zwischen 1977 und 1978 entstanden 74 Panteras bei Maggiora.
- Zwischen 1979 und 1990 baute Embo insgesamt 463 Panteras der ersten Serie.
- Von der letzten Serie, dem sog. Pantera GTSi, entstanden bei Embo zwischen 1990 und 1993 insgesamt 41 Exemplare.

### Varianten des Pantera
Im Laufe der 22-jährigen Produktion entstanden diverse Abwandlungen des Pantera. Hierzu gehörten:
- In den 1970er Jahren baute de Tomaso den Prototyp für einen dreisitzigen Pantera. Der dritte, recht schmale Sitz war zurückversetzt installiert und bot keinen akzeptablen Reisekomfort. Unter anderem aus Platzgründen war hier der 3,0-Liter-Sechszylindermotor der deutschen Ford-Tochter installiert. Dieser De Tomaso Pantera 290 genannte Wagen blieb ein Einzelstück.
- Insgesamt 14 Fahrzeuge wurden nach Umbau durch die Carozzeria Pavesi in Mailand werksseitig als Targa ausgeliefert. Außerdem soll Pavesi mehrere Pantera-Coupés nachträglich zu Targas umgerüstet haben.
- Ungeachtet der zahlreichen werksseitigen Möglichkeiten, den Pantera zu individualisieren, war der Wagen Objekt diverser Tuner auf dem europäischen und dem amerikanischen Markt, die Änderungen an der Karosserie und an der Antriebstechnik vornahmen. Zu den erfolgreichsten unter den europäischen Tunern gehörte die Fa. Xaver Jehle in Schaan, Liechtenstein. Außer umfangreichen Karosseriemodifikationen bot Jehle auch ein intensives Motorentuning an. Mit einem oder zwei Turboladern konnten Leistungen zwischen 600 und 1.000 PS (441 und 735 kW) erzeugt werden. Jehle lieferte nahezu alle Umbauten auf Wunsch auch mit Katalysator aus und erzielte damit gegenüber den Werksautos einen weiteren technischen Vorsprung. Jehles Aktivitäten endeten 1992.

## Technische Daten (1971)
- Motor: V8
- Bohrung × Hub: 101,6 × 88,9 mm
- Hubraum: 5769 cm³
- Leistung: 243 kW (330 PS) SAE Brutto
- Kraftübertragung: Fünfgang-Schaltgetriebe, Hinterradantrieb
- Chassis: keines, Karosserie selbsttragend
- Radaufhängung: einzeln an doppelten Dreieckslenkern vorn und hinten (hinten unten ein zusätzlicher Vorspur-Lenker), Schraubenfedern, Teleskopstoßdämpfer, Zahnstangenlenkung[3]
- Bremsen: Scheibenbremsen
- Karosserie: Stahlblech (Coupé)
- Höchstgeschwindigkeit: 256 km/h

### Testwerte
Test des De Tomaso Pantera GTS (5763 cm³, 285 PS bei 5000/min) in Auto, Motor und Sport 18/1974:
- 0–60 km/h 3,1 s
- 0–80 km/h 4,4 s
- 0–100 km/h 6,7 s
- 0–120 km/h 8,8 s
- 0–140 km/h 11,8 s
- 0–160 km/h 15,3 s
- 0–180 km/h 20,3 s
- 0–200 km/h 26,2 s

- 1 km mit stehendem Start: 26,4 s

- Höchstgeschwindigkeit: 250,0 km/h

## Technische Daten (1990)
- Motor: V8
- Bohrung × Hub: 101,6 × 76,2 mm
- Hubraum: 4942 cm³
- Leistung: 224 kW (305 PS)
- Kraftübertragung: Fünfgang-Schaltgetriebe, Hinterradantrieb
- Chassis: keines, Karosserie selbsttragend
- Radaufhängung: einzeln an doppelten Dreieckslenkern vorn und hinten (hinten unten ein zusätzlicher Vorspur-Lenker), Schraubenfedern, Teleskopstoßdämpfer, Zahnstangenlenkung
- Bremsen: Scheibenbremsen
- Karosserie: Stahlblech (Coupé)
- Höchstgeschwindigkeit: 270 km/h

## Konkurrenten
- Ferrari 512 BB
- Intermeccanica Indra
- Lamborghini Countach
- Maserati Bora